# سرغينة (آيت ميمون)
سرغينة هي إحدى مشيخات المملكة المغربية، تتبع جغرافيا لإقليم الخميسات وإداريًا لآيت ميمون. يقدر عدد سكانها بـ 1815 نسمة حسب الإحصاء الرسمي للسكان والسكنى لسنة 2004.